# 土场镇
土场镇，是中华人民共和国重庆市合川区下辖的一个乡镇级行政单位。

## 行政区划
土场镇下辖以下地区：
土主社区、天顶村、中湾村、三口村、杨柳村和菜园村。